# 霍索恩海崖
77°29′S 160°21′E / 77.483°S 160.350°E
霍索恩海崖（英語：Hawthorne Bluff），是南極洲的海崖，位於維多利亞地的斯科特海岸，處於麥卡利斯特山南端，在2004年由美國的攝影師命名，現時由南極條約體系管理。